# Grant Gustin
Thomas Grant Gustin (ur. 14 stycznia 1990 w Norfolk) – amerykański aktor filmowy, teatralny i telewizyjny.

## Życiorys

### Wczesne lata
Urodził się w Norfolk w stanie Wirginia jako syn Tiny Haney, pielęgniarki pediatrycznej i Thomasa Gustina, profesora college’u. Jego rodzina miała korzenie angielskie, irlandzkie, niemieckie i walijskie. Wychowywał się ze starszym bratem Tylerem (ur. 1 lutego 1988) i młodszą siostrą Gracie (ur. 30 marca 1994). Uczęszczał do Governor's School for the Arts w Norfolk. W 2008 ukończył Granby High School i przez dwa lata uczestniczył w BFA Music Theater Program na Uniwersytecie Elon w Karolinie Północnej.

### Kariera
Od 30 września 2010 do 23 września 2011 podczas Broadway Revival Tour grał rolę Baby Johna w musicalu West Side Story. 
8 listopada 2011 zadebiutował na szklanym ekranie rolą drugoplanową jako Sebastian Smythe, członek The Dalton Academy Warblers w serialu Glee. 
W 2012 otrzymał pierwszoplanową rolę lekkoatlety Chrisa Stewarta w dreszczowcu telewizyjnym Lifetime Koszmar matki (A Mother's Nightmare) z Annabeth Gish i Jessicą Lowndes. 
Od 2014 wciela się w postać Barry’ego „Flasha” Allena w serialach Flash i Arrow.
W komediodramacie Williama H. Macy Krystal (2017) wystąpił w roli Campbella Ogburna, brata Taylora (Nick Robinson) u boku Rosario Dawson, Williama Fichtnera i Kathy Bates.

### Życie prywatne
W styczniu 2016 Gustin zaczął spotykać się z fizjoterapeutką Andreą „LA” Thomą. Para ogłosiła swoje zaręczyny w dniu 29 kwietnia 2017. Pobrali się 15 grudnia 2018.

## Filmografia

### Filmy fabularne
| Rok  | Tytuł                                             | Rola             | Reżyser          |
| ---- | ------------------------------------------------- | ---------------- | ---------------- |
| 2003 | Kid Fitness Jungle Adventure Exercise Video       | klubowy Fit-Kid  | Mark Aldo Miceli |
| 2012 | Koszmar matki (A Mother's Nightmare, TV)          | Chris Stewart    | Vic Sarin        |
| 2014 | Affluenza                                         | Todd Goodman     | Kevin Asch       |
| 2017 | Krystal                                           | Cammpbell Ogburn | William H. Macy  |
| 2018 | Tom i Grant (Tom and Grant, film krótkometrażowy) | Tom              | Thomas Cavanagh  |

### seriale TV
| Rok       | Tytuł                         | Rola                        | Uwagi                       |
| --------- | ----------------------------- | --------------------------- | --------------------------- |
| 2006      | Duchy (A Haunting)            | Thomas                      | odcinek „Hungry Ghosts”     |
| 2011–2013 | Glee                          | Sebastian Smythe            | 7 odcinków                  |
| 2012      | CSI: Kryminalne zagadki Miami | Scott Ferris / Trent Burton | odcinek „Terminal Velocity” |
| 2013      | 90210                         | Campbell Price              | 8 odcinków                  |
| 2013–2020 | Arrow                         | Barry Allen/Flash           | 14 odcinków                 |
| 2014-2023 | Flash                         | Barry Allen/Flash           | główna rola                 |
| 2016-2019 | Supergirl                     | Barry Allen/Flash           | 5 odcinków                  |
| 2016-2020 | Legends of Tomorrow           | Barry Allen/Flash           | 3 odcinki                   |
| 2019      | Batwoman                      | Barry Allen/Flash           | 1 odcinek                   |

## Nagrody i nominacje
| Rok  | Nagroda                              | Kategoria                                       | Tytuł | Rezultat  |
| ---- | ------------------------------------ | ----------------------------------------------- | ----- | --------- |
| 2015 | Nickelodeon Kids’ Choice Awards 2015 | Ulubiony aktor telewizyjny                      | Flash | Nominacja |
| 2015 | Teen Choice Awards                   | Wylansowana gwiazda                             | Flash | Wygrana   |
| 2015 | Teen Choice Awards                   | Chemia z Candice Patton                         | Flash | Nominacja |
| 2015 | Teen Choice Awards                   | Buziak z Candice Patton                         | Flash | Nominacja |
| 2015 | Saturn                               | Przełomowy występ                               | Flash | Wygrana   |
| 2015 | Saturn                               | Najlepszy aktor telewizyjny                     | Flash | Nominacja |
| 2016 | Nickelodeon Kids’ Choice Awards 2016 | Ulubiony gwiazdor familijnego serialu           | Flash | Nominacja |
| 2016 | Teen Choice Awards                   | Aktor telewizyjny fantastycznonaukowego serialu | Flash | Wygrana   |
| 2016 | Teen Choice Awards                   | Chemia z Candice Patton                         | Flash | Nominacja |
| 2016 | Teen Choice Awards                   | Buziak z Candice Patton                         | Flash | Nominacja |
| 2016 | Saturn                               | Najlepszy aktor telewizyjny                     | Flash | Nominacja |
| 2017 | MTV Movie Award                      | Najlepszy bohater telewizyjny                   | Flash | Nominacja |
| 2017 | Saturn                               | Najlepszy aktor telewizyjny                     | Flash | Nominacja |
| 2017 | Teen Choice Awards                   | Aktor telewizyjny akcji                         | Flash | Wygrana   |
| 2017 | Teen Choice Awards                   | Czarny charakter telewizyjny                    | Flash | Nominacja |
| 2018 | Nickelodeon Kids’ Choice Awards 2018 | Ulubiony aktor telewizyjny                      | Flash | Nominacja |
| 2018 | MTV Movie Award                      | Najlepszy bohater telewizyjny                   | Flash | Nominacja |
| 2018 | Teen Choice Awards                   | Aktor telewizyjny akcji                         | Flash | Wygrana   |
| 2018 | Teen Choice Awards                   | Transport telewizyjny z Candice Patton          | Flash | Nominacja |
| 2018 | Teen Choice Awards                   | Najgorętszy mężczyzna                           | Flash | Nominacja |